# Audenge

Audenge este o comună în departamentul Gironde din sud-vestul Franței. În 2009 avea o populație de 5.813 de locuitori.

## Evoluția populației
| An        | 1975  | 1982  | 1990  | 1999  | 2006  | 2009  |
| --------- | ----- | ----- | ----- | ----- | ----- | ----- |
| Populație | 2.529 | 2.675 | 2.981 | 3.948 | 5.539 | 5.813 |